# لغات جبال النوبة
لغات جبال النوبة هي عائلة لغات، يتحدث بها في جبال النوبة، الواقعة في ولايتي غرب كردفان وجنوب كردفان في جنوب السودان.
يشير التنوع الهائل للغات جبال النوبة إلى أن الجبال كانت منطقة تقهقر في الماضي. يتحدث النوبة لهجات محلية مختلفة، ولكل قبيلة أو مجموعة من القبائل رطانتها التي يستعصي فهمها علي القبائل الأخرى.

## اللغات
بالإضافة إلى اللغة العربية، يتم التحدث بحوالي 42 لغة أخرى في جبال النوبة. تنتمي إلى مجموعات اللغوية التالية: داجو، التلال النوبية، كادو، كاتلا، لافوفا، نيما، رشاد، تلودي- هيبان والتيمن. تنتمي خمس من هذه العائلات (داجو، التلال النوبية، كادو، نيما، تيمين) إلى عائلة اللغات النيلية الصحراوية، بينما تنتمي أربع (كاتلا، ولافوفا، ورشاد، وتالودي - هيبان) إلى عائلة لغة النيجر والكونغو.
تقريبا جميع اللغات المستخدمة في جبال النوبة هي أصلية في الجبال ولا توجد في أي مكان آخر. الاستثناءات الوحيدة هي لغات الداجو، والباقي منها تنتمي إلى الداجو الغربية وتوجد في شرق تشاد.
- حرف الكاف نجد أنه من الحروف القوية والرائجة في الاستخدام عند النوبة حيث يبدأون به أسماء أبناءهم ومناطقهم وجبالهم، ويعتبره بعضهم رمزاََ لامجادهم حيث مملكة (كوش).
- حرف الطاء يكثر أستخدامه في خاصة مناطق جنوب كادقلي وشمال تلودي.
- حرف التاء واستخدم في أسماء كثير من المناطق تقلي، تلودي، تقوي، تبسة.[3]